# Trinità e Sartana figli di...
Trinità e Sartana figli di... è un film del 1972, diretto da Mario Siciliano (accreditato come Marlon Sirco). Come era pratica di quegli anni, nella trama di questo film furono inseriti i personaggi di Sartana e di Trinità, seppure non facciano parte delle serie "canoniche" dei film.
Si tratta di una pellicola che prende le mosse dal celebre "spaghetti western" ma riducendone di molto la cruenza: nessuno viene ucciso da colpi di pistola che puntano sempre a disarmare gli avversari e addirittura il ricorso agli esplosivi parodia quello dei cartoni animati, lasciando gli avversari inceneriti e anneriti. Questo sulla scia del cosiddetto "fagioli western" simboleggiato dal più noto Lo chiamavano Trinità....

## Trama
Trinità, così chiamato perché proveniente dall’isola di Trinidad, è finito in carcere per aver provato a vendere dei cavalli risultati rubati, ma viene scagionato perché il ladro non è lui: testimoni hanno visto un biondo mettere a segno il colpo e per questo viene scarcerato. Si tratta del suo complice Sartana, con cui il pistolero si ricongiunge non senza qualche scaramuccia.
I due arrivano nel paese di Quintana e mettono a segno un’ingegnosa rapina ai danni di una banca che custodisce le paghe dei lavoratori della ferrovia. Il bottino è di diciottomila dollari in argento. Dopo il colpo, Trinità si rifugia presso una comunità di contadini ricattati dal perfido signor Burton, signorotto locale che comanda grazie alla connivenza dello sceriffo, e con un raggiro vuol costringerli a pagare diecimila dollari se non vogliono perdere le loro terre.
Invaghito di una giovane di nome Martha e ammorbidito dal vino, Trinità non esita a donare loro buona parte della refurtiva mentre su Sartana, l’unico visto in volto durante la rapina, viene fissata una taglia di 2 mila dollari. Tornati in paese, Trinità riesce a sventare una truffa collegata a un falso biglietto per la Louisiana, messa in atto sempre dai complici di Burton, mentre Sartana si scontra con gli uomini del Tigre: un bandito messicano ingaggiato dal signorotto cittadino per un piano misterioso. Con un trucco, incassano la taglia e fuggono, ma i soldi vengono donati ancora una volta a Martha e alla sua comunità.
Pensando di fare altri soldi rapinando una diligenza, Sartana e Trinità scoprono casualmente alcuni dettagli del piano ordito da Burton. Non possono neanche avvicinarsi alla carrozza, perché contiene un enorme quantitativo d’oro per 2 milioni di pesos che dovrebbero essere coniati in monete dal governo americano e poi restituiti a quello messicano. A guardia ci sono dei Texas Ranger con l’ordine di sparare a vista.
Nel frattempo, alla guarnigione della Peluca la banda del Tigre sorprende i soldati messicani che avrebbero dovuto scortare l’oro a Città del Messico, rubando loro le uniformi e spacciandosi per la truppa. Il trucco riesce: ricevono i rangers e ottengono l’oro senza che si sospetti di nulla. Sartana e Trinità incontrano l’eccentrico Benny Bud, che li mette a conoscenza degli altri dettagli del piano - che ha origliato mentre era in cella - patto di diventare soci.
La notte prima della partenza dell’oro, i due si infiltrano dentro il forte, mettono fuori combattimento i falsi soldati e si impossessano di una delle casse, salvo scoprire troppo tardi che non fa parte del carico d’oro. L’indomani ci riprovano, tornando alla Peluca travestiti da artisti itineranti assieme a Bud.
El Tigre cambia i patti con Burton ed esige metà del carico invece di un terzo: il signorotto è costretto a cedere ma, come contropartita, chiede anche la testa di Trinità e Sartana, la cui mascherata viene facilmente scoperta. La sparatoria se la aggiudica Sartana grazie a una Gatling con cui scrive anche il suo nome sul muro, costringendo tutti a rimanere con le mani in alto. Burton riesce a fuggire rocambolescamente.
D’un tratto, alla Peluca arrivano anche il vero esercito messicano e i rangers che si sono finalmente accorti della truffa. Sartana e Trinità vengono scambiati per i salvatori del carico d’oro e premiati con una ricompensa - una menzione d’onore e la croce di cavaliere dell’ordine di Sant’Epifanio - ma rimangono alquanto scontenti anche perché devono giocoforza rinunciare al colpo della vita.
La beffa pesa di più per Sartana mentre il trinidadiano assicura che si accontenterebbe di soli cinquemila dollari, sufficienti per poter tornare alla sua isola. Usciti dal forte ritrovano Bud che, nella confusione generale, è riuscito a prendere una cassetta d’oro e ha rinnovato tutto il suo equipaggiamento e accetta di dividere con loro il bottino. Si festeggia al saloon in un privée coperto da una tenda con numerose ragazze all'interno.
Non è finita. Burton ingaggia nonna Beth, a capo di una banda di tre killer suoi nipoti che ha messo a segno numerose uccisioni. Ma i pistoleri vengono rapidamente messi fuori combattimento a suon di pugni dai due. È il momento della resa dei conti con la scazzottata finale che vede Sartana e Trinità uscire vincitori contro tutti gli uomini di Burton.
Quest'ultimo prova a risolverla con le armi, ma di colpo una bomba esplode, affumicando tutti. Era il segreto della borraccia di Trinità, che l’aveva sempre tenuta pronta per un momento del genere e mai ceduta a nessuno o usata per bere. Burton è sconfitto, i tre amici possono lasciare per sempre Quintana.